# Бабаченко Олександр Іванович
Бабаче́нко Олександр Іванович (25 січня 1958, м. П'ятихатки, нині Кам'янського р-ну Дніпропетровської обл.) — фахівець у галузі металургії, металофізик. Доктор технічних наук (2015), член-кореспондент НАНУ (2024).

## Життєпис
Закінчив Дніпропетровський університет (нині Дніпро, 1980). Відтоді працює в Інституті чорної металургії НАНУ (Дніпро): 2012—15 — заступник директора, від 2015 — директор.Наукові дослідження: розвиток теоретичних положень процесів деформаційного та термічного оброблення різних видів металопродукції, зокрема для залізничного транспорту, розроблення на цій основі нових науково обґрунтованих технологічних рішень, що забезпечують підвищення її експлуатаційної надійності та довговічності.